# Nonnendammallee
Die Nonnendammallee ist Teil eines der ältesten Straßenzüge im Berliner Stadtgebiet und liegt im Bezirk Spandau auf der historischen Verbindung zwischen Spandau und Berlin durch Moabit. Sie gehört zu den Ortsteilen Haselhorst und Siemensstadt.
Die Nonnendammallee ist eine Hauptstraße mit übergeordneter Bedeutung und führt westlich von der kreuzenden Paulsternstraße in Haselhorst an die Straße Am Juliusturm in Spandau. Der östliche Abschnitt führt weiter in den Siemensdamm mit dessen Anschluss zur A 100.

## Namensherkunft
Der Name Nonnendamm (vorwiegend für den östlichen Wegeabschnitt) geht auf das nach 1239 gegründete und im 16. Jahrhundert aufgehobene Benediktinerinnen-Kloster St. Marien in Spandau zurück. Zum Eigentum des Klosters gehörten Flächen westlich von Spandau, die noch im Namen der Spandauer Ortslage Klosterfelde fixiert sind. Weitere Besitztümer des Klosters lagen im Osten nach Moabit und Wedding hin. Nach den einstigen Besitzern der Gegend – „jungfräuliche“ Benediktinernonnen – wurden Jungfernheide und Nonnenwiesen benannt.
Der Name Nonnendamm als Wegbezeichnung am Südrand der Nonnenwiesen wurde auf die unwirtliche Gegend im Spandauer Osten erweitert. Das führte mit der Werksansiedlung von Siemens, insbesondere der Ansiedlung von Arbeitern, zur Ortsbezeichnung „Kolonie Nonnendamm b. Berlin“ (ab 1914: Siemensstadt). Mit dem Ausbau der Siemens-Unternehmen ab 1905 wurde im Stadtkreis Spandau in Fortsetzung der Berliner Chaussee nach Osten der (vorher teilweise) unbefestigte Weg als 49 Meter breite „hochwertige“ Straße ausgebaut und nach der Kolonie als Nonnendammallee benannt.

## Geschichte

### Entstehung des Verkehrsweges und seiner Verbindungen
Die älteste Straße zwischen Spandau und Berlin, bis zum Beginn des 20. Jahrhunderts ein unbefestigter Weg, führte vom „Berliner Thor“ südlich der Zitadelle am Nordufer der Spree entlang zur Jungfernheide und um die Nonnenwiesen herum weiter über Moabit zum Spandauer Tor nach Berlin. „Innerhalb dieser [Spandauer] Grenzen lagen jedoch Gebiete, welche anfänglich nicht zum städtischen Weichbild gehörten; es sind dies der Behnitz, die an demselben gelegene markgräfliche Schneidemühle, die Klostermühle, das Marienkloster und seine Besitzungen, die Götelwiesen und das Terrain, welches jetzt der Damm und die Körnersche Schneidemühle einnehmen. […] die Klostermühle, die einstigen Besitzungen des Marienklosters, Klosterhof und Klosterfelde und die Götelwiesen [wurden] mit dem 1. Oktober 1872 [der Stadt einverleibt].“ Als Nonnendamm wird mitunter nur der Bereich des Knüppeldamms, je nach Quelle die Fortführung nach Spandau hin, bezeichnet.
Von Spandau führte die Berliner Chaussee vom „Berliner Thor“ befestigt zwischen Rohrbruch und Zitadelle hindurch einerseits durch Sternfeld und nach Norden durch Haselhorst nach Tegel. Der von Paulstern nach Osten verlaufende Weg wurde als Weg von/nach Spandau oder Weg von/nach Charlottenburg und mitunter als Nonnendamm bezeichnet. Er verlief über das erhöhte Gelände am Sternberg (42 m) und der Weißen Sandberge am Südrand der Jungfernheide vorbei. Es folgte der Nonnendamm durch das Feuchtgebiet, im Norden die Nonnenwiesen und im Süden die unregulierte Spree. Das Spreeufer wurde an der Stelle der alten Schleuse Charlottenburg (damals: Schleuse Nonnendamm) erreicht. Nach Osten verlief der Nonnendamm weiter nach Moabit, Wedding und Berlin, andererseits auf der Chaussee Tegel–Charlottenburg. „Die im Osten des Gutsbezirks gelegenen Spreewiesen am Nonnendamm werden thatsächlich als zum Kommunalbezirk gehörig betrachtet, die offizielle Einverleibung ist aber bisher nicht erfolgt.“ Auf dem Urmesstischblatt 3445 (Spandau) aus dem Jahr 1835 trägt der zu beiden Seiten baumbestandene Weg am Rande der Nonnenwiesen zwischen Faulbaumbusch und dem Wegekreuz am dem Schloss gegenüberliegenden Spreebogen die Bezeichnung „Nonnendamm“. Der westliche Anschluss ist dabei die Alte Straße von Charlottenburg, der östliche Anschluss zum Eisenham̄er Martinicke am Spreenordbogen vor der Judenwiese ist unbenannt.
Die Grenze der zur Stadt Charlottenburg und zum Stadtkreis Spandau gehörenden Gebiete verlief am Nonnendamm. Das Charlottenburger Terrain im Osten diente als Wiesen, Forst und Ackergelände. Das jenseits der Havel liegende Spandauer Gelände war weitestgehend ungenutztes Brachland, zunehmend zur Erweiterung der Spandauer Rüstungsindustrie nach Haselhorst hin genutzt und das Areal für die Erweiterung der Werksanlagen von Siemens.

### Kolonie Nonnendamm

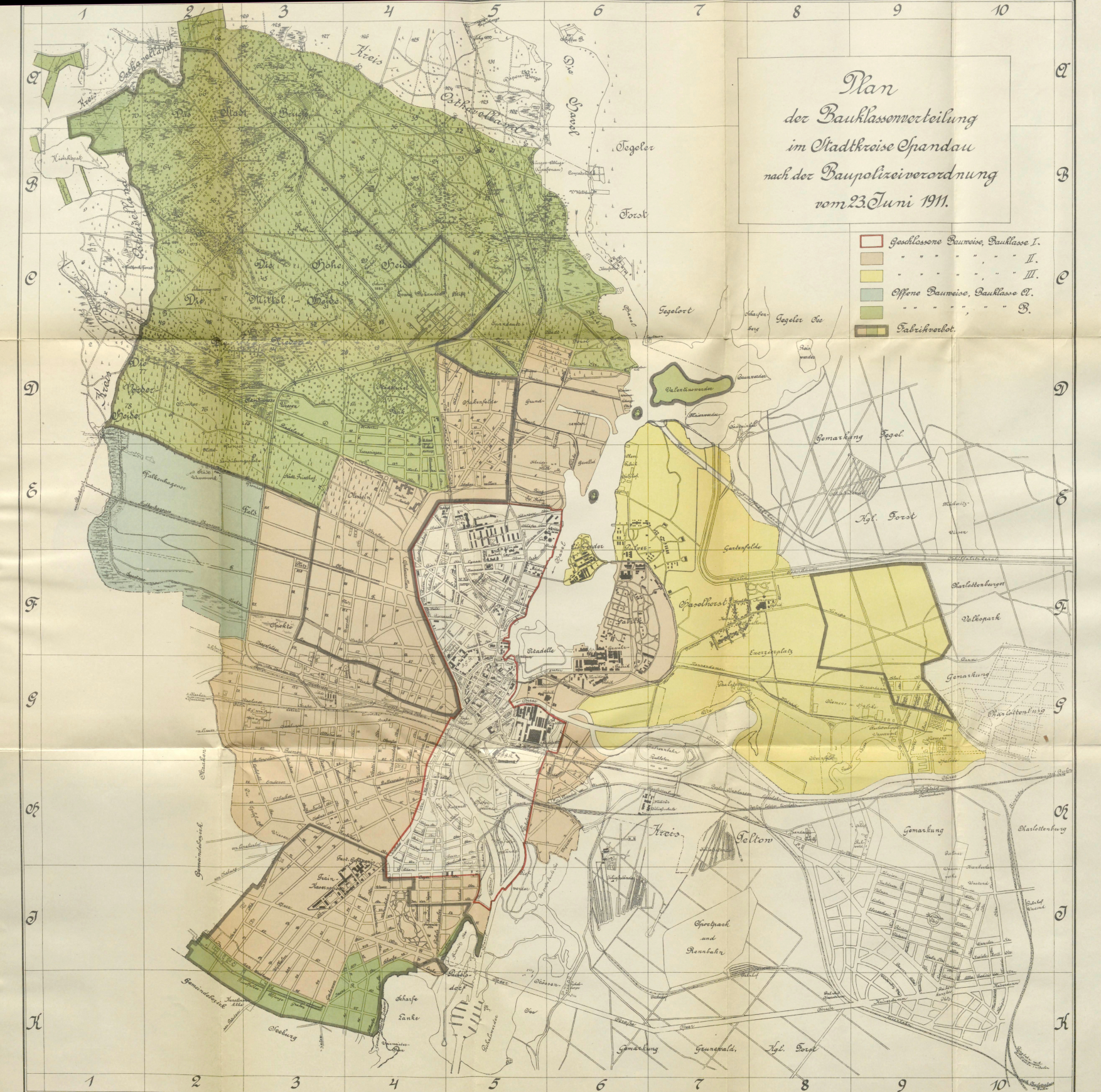
Karte von 1911: Nonnendamm als Straßenzug (G7–9)

Die Produktionsstätten von Siemens waren Ende des 19. Jahrhunderts im Berliner Raum verstreut. Für einen neuen Standort wurde das zur Stadt Spandau gehörende brachliegende Gebiet nördlich der Spree um den Nonnendamm ausgewählt. Es lag zwischen Nonnenwiesen, Hühner-Werder (seit der Spreeregulierung an deren Nordufer), Rohrbruch und der Jungfernheide und schloss sich an die Spandauer Industriegebiete auf dem Terrain des Gutsbezirks Haselhorst an. Im Jahr 1897 erwarb die Siemens & Halske AG ein 209.560 m² großes Areal auf dem Hühner-Werder, eine „fast unbewohnte und verkehrstechnisch kaum erschlossene Naturlandschaft aus Wald, Wiesen, Heideland und Feuchtgebieten“. Die einzigen Verkehrsanbindungen nach Spandau und dem benachbarten Charlottenburg und Berlin waren der Wasserweg auf der Spree und die Landverbindung über den (seinerzeit) unbefestigten Nonnendamm. Die ersten Wohnbauten im Osten der Straße und den (vorrangig nach Süden liegenden) Querstraßen tragen in ihrer Originalbebauung die Bezeichnung „Siedlung Nonnendamm“.
Auf der Großen Special-Karte der Umgegend von Berlin von 1905 ist der Nonnendamm als gebesserter Weg am Südrand der Nonnenwiesen (trockene Wiese) eingetragen. Nach Norden entlang der Stadt- und Kreisgrenze (Spandau zu Charlottenburg) führt der Nonnendamm noch 500 Meter weiter zum Königsdamm, der hier ein „einfacher“ Weg ist. Ein Straßenzug verläuft von der aus Spandau kommenden Chaussee, die nach Norden auf der Trasse der Gartenfelder Straße als Straße nach Tegel abbiegt. Diese „markierte Straße“ führt um das Wasserwerk herum in den Lauf des heutigen Rohrdamms nach Süden, gegenüber vom Haltepunkt (H.P.) Fürstenbrunn jenseits der Spree.
Zunächst war der Nonnendamm von Charlottenburg her für die Standorte von Siemens die einzige „überregionale“ Straßenverbindung mit den Nachbarorten. Ab 1905 ließ Siemens auf Spandauer Gebiet den Nonnendamm befestigen. Mit dem Bau der großen Werksanlagen in Siemensstadt ab 1906 wurde der „Straßenzug Nonnendamm“ unter Kostenbeteiligung des Unternehmens auf eine Breite von 49 Metern ausgebaut. Im Jahr 1913 folgte als Ergänzung nach Osten in Richtung Moabit der Weiterbau als Siemensdamm durch Charlottenburger Terrain.
Der neue Verlauf auf der historischen Trasse zum Nonnendamm erhielt laut Schreiben der Polizeiverwaltung Spandau an den Magistrat vom 2. April 1914 durch Umbenennung den Namen „Nonnendammallee“. Dabei wurde 1914 zudem ein Abschnitt des Nonnendamms in den Siemensdamm einbezogen. Die Nonnendammallee ist im Adressbuch 1915 bereits aufgenommen. Ehe sich der Name nach dem Hauptakteur als Siemensstadt herausbildete, wurde die Gegend von Haselhorst bis zur Charlottenburger Grenze als „Kolonie Nonnendamm“ bezeichnet; dieser Vorort wird im Adressbuch erstmals 1910 genannt. Der Nonnendamm ist zwischen Rohrdamm und Gemarkung Charlottenburg mit Baustellen verzeichnet. Auf Charlottenburger Gebiet im „Stadtbezirk Nonnendamm“ ist der Nonnendamm im Adressbuch 1910 vom Tegeler Weg zur Kolonie Nonnendamm eingetragen, hier stehen Wohnhäuser und Fabrikgrundstücke sowie das Beamtenhaus der Schleusenverwaltung. Dazu gibt es als postalische Adresse „Nonnenwiese“, die vom Nonnendamm abgeht. Für die Stadt Charlottenburg ist im Adressbuch 1910 auch die organisatorische Zuordnung als Stadtbezirk aufgenommen. Die Karte im Adressbuch 1910 zeigt zudem auf Spandauer Gebiet zwischen Sternfeld und „Siemens & Halske Kabelwerk“, das im Bogen des Hühnerwerders südlich der Alten Spree liegt, keine Parzellierung am und um den Nonnendamm. Östlich auf Charlottenburger Terrain ist das Gelände (die Nonnenwiesen) zwischen Nonnendamm und Königsdamm (der die nördliche Stadtgrenze entlang der Jungfernheide bildet) bis an den Tegeler Weg parzelliert und von projektierten Straßen durchzogen. Schon auf Karten von 1906 und 1907 sind 3000 Hektar im Norden Charlottenburgs trassiert und parzelliert eingetragen. Zwischen Spandau, Königsdamm und Tegeler Weg sind die „Nonnenwiesen“ von projektierten Straßen und östlich vom Tegeler Weg zur Ortslage Plötzensee der Bereich zwischen Hamburger Bahn und Hohenzollernkanal betroffen.
Im Adressbuch 1911 ist der Nonnendamm in der „Kolonie Nonnendamm“ von der Gemarkung Sternfeld (Siemens=Schuckert=Werke) über Rohrdamm, Straße 1, Straße 1a, Brunnenstraße, Straße 2a, Voltastraße, Märkischer Steig, Reisstraße, Hefnersteig, Ohmstraße, Siemensstraße zur Gemarkung Charlottenburg und zurück Brunnenstraße, projektierte Straße, Rohrdamm zur Gemarkung Haselhorst aufgeführt. Für die Gemarkung Charlottenburg befinden sich am Nonnendamm zwischen Tegeler Weg und der Kolonie Nonnendamm ein Grundstück der „Bahnhof Jungfernheide Boden AG“, der Schleusenverwaltung, mehrere Häuser von Gastwirten und gegenüberliegend in Richtung Tegeler Weg das Siemens-Schuckertwerk, ein Hartsteinwerk, ein Mörtelwerk, eine Filiale des Wernerwerks, das Pumpwerk nördlich der Spree und die Chemische Fabrik von Urban und Lemm.

### Siemensstadt
Im Jahr 1914 erhielt „Nonnendamm b. Berlin“ im Stadtkreis Spandau den Namen nach der Werksansiedlung als „Siemensstadt“, das zu diesem Zeitpunkt 7000 Einwohner und weitere 23.000 Beschäftigte hatte. Im nahegelegenen Haselhorst entstand zur gleichen Zeit wie die Siemensansiedlung eine Wohnkolonie des preußischen Militärfiskus zur Unterbringung der Arbeiter der Armee-Konservenfabrik. Zum Anschluss von Betrieben und Wohnbauten an Spandau wurde auf dem neuen Nonnendamm die Elektrische Straßenbahn Spandau–Nonnendamm eingerichtet. Eine weitere Anbindung dieser Kolonie Nonnendamm an den öffentlichen Nahverkehr bestand ab 1905 über den Bahnhof Fürstenbrunn an der Hamburger Bahn, dieser war jedoch von den Werkhallen entfernt. Siemens baute dafür auf seine Kosten den Märkischen Steg als Verbindung vom Bahnhof Fürstenbrunn über die Spree. In späteren Jahren wurde zur direkten Anbindung des nördlich der Spree gelegenen Gebiets durch Siemens eine Bahnbrücke über die Spree finanziert, über diese folgte die S-Bahn von Jungfernheide nach Gartenfeld. Für den Güterverkehr wurde die Haselhorster Militärbahn genutzt und die Siemens-Güterbahn mit Teilführung auf dem Mittelstreifen des Nonnendamms (ab 1914: Nonnendammallee) errichtet.
Das Berliner Adressbuch enthält vor 1922 keine Angaben zur Stadt Spandau. Die Kolonie Nonnendamm ist jedoch zwischen 1910 und 1914 als gesonderter Vorort enthalten, wobei der Nonnendamm – nicht aber die Nonnendammallee – eingetragen ist. Im Adressbuch 1915 findet sich der Eintrag Siemensstadt im Stadtkreis Spandau als Vorort Berlins.
Die Wohnhäuser für die Siemenswerksangehörigen liegen im Bereich der Nonnenwiesen östlich der Werksflächen. Das Wohngebiet an der Nonnendammallee, als Siedlung Nonnendamm im Areal Rohrdamm, Jugendweg, Mäckeritz-, Ohmstraße, Wernerwerksdamm wurden in den 1910er Jahren errichtet. Später folgten in Richtung Jungfernheide die Eigenheimsiedlung Heimat sowie um 1930 die Großsiedlung Siemensstadt auf Charlottenburger Gebiet nördlich vom Siemensdamm und Mitte der 1950er Jahre auf Spandauer Flur.
Im Adressbuch von 1918 ist die Nonnendammallee für Siemensstadt (Stadtkreis Spandau) notiert. Zur Nonnendammallee gehören westwärts außerhalb von Siemensstadt im Postbezirk Spandau die Grundstücke 1–59 und 112–175 (fortlaufend) an Paulstern und Sternfeld im Bereich des Rittergutes Haselhorst. In Siemensstadt ist sie zwischen Grenzstraße (Spandau-Sternfeld) und der Ohmstraße an der Gemarkung Charlottenburg aufgenommen. An der Südseite liegt die Kläranlage, gefolgt vom Dynamowerk zum Rohrdamm und danach (ostwärts) die Mehrparteienhäuser an der Watt-, Hertz-, Brunnenstraße, Bödikersteig, Voltastraße, Märkischer Steig, Reisstraße, Hefnersteig, Ohmstraße. An der Nordseite (hierbei nach West angegeben) liegen von Mäckeritzstraße an der Gemarkung Charlottenburg Mehrparteienhäuser an der Brunnen-, Hertz-, Wattstraße, Kapellensteig zum Rohrdamm. Die Grundstücke 101–110 belegen Verwaltungsgebäude der Siemens-Schuckert-Werke, Nr. 111 gehört der Stadtgemeinde Spandau. In der Gemarkung Charlottenburg ist als Straße der Nonnendamm aufgeführt.

## Entwicklung der Nonnendammallee nach 1920

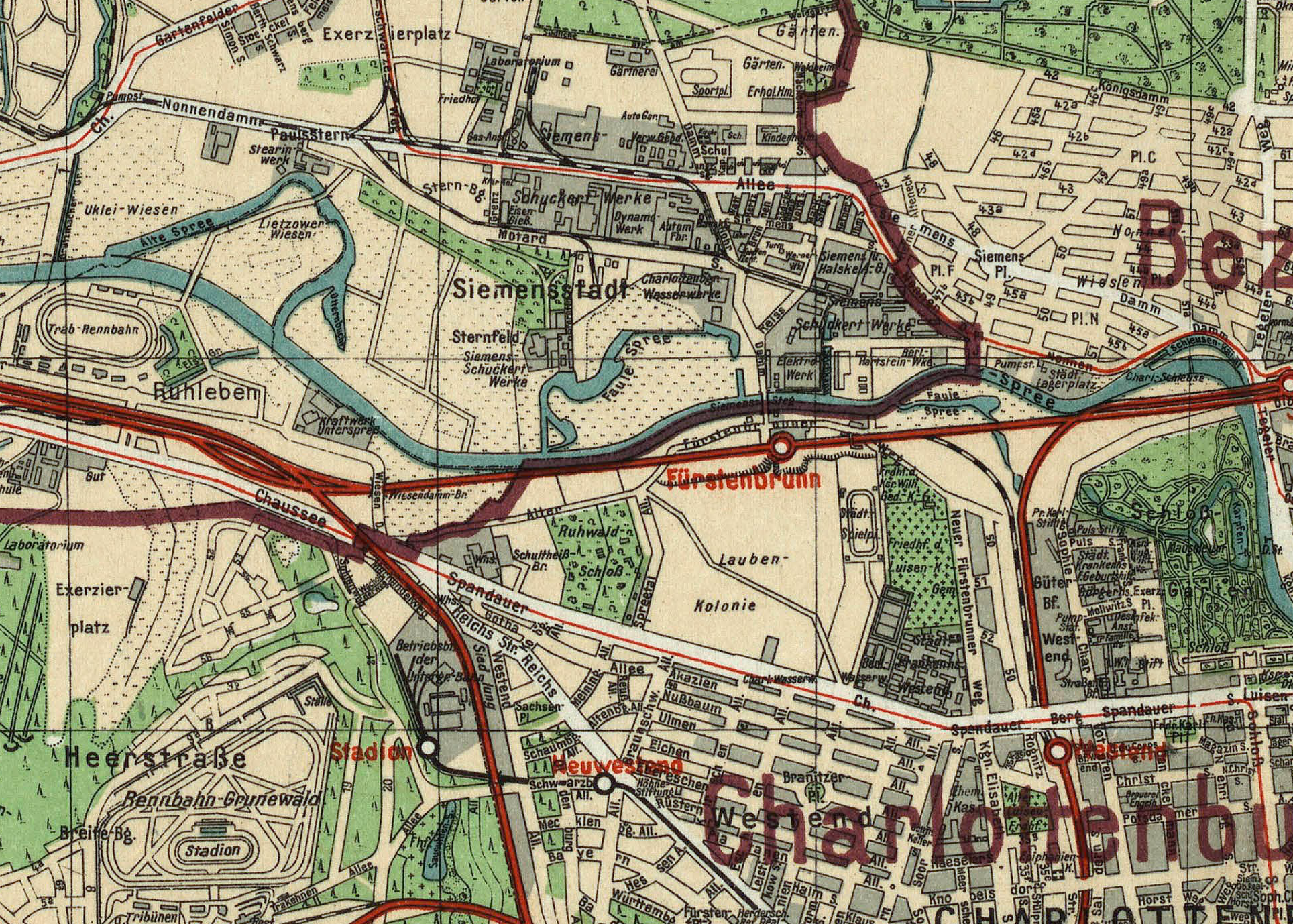
Gegend zwischen Charlottenburg und Spandau auf dem Sillva-Plan von 1925

### Planungen und Umsetzung
Noch nach der Bildung von Groß-Berlin 1920 und der Einbeziehung der Stadt Spandau als Verwaltungsbezirk blieb der Name der westlichen Fortsetzung der Nonnendammallee an der Zitadelle vorbei als Berliner Chaussee erhalten. Nach Osten ist der Siemensdamm die Fortführung der Nonnendammallee. Der gehörte anfangs zur Stadt Charlottenburg und 1920, mit der Bildung von Groß-Berlin, zum Verwaltungsbezirk Charlottenburg. Der Siemensdamm setzt die Breite der Nonnendammallee für den damals erwarteten Verkehr von Siemensstadt nach Charlottenburg und Berlin fort. Er war von Beginn an als Entlastung des (alten) Nonnendamms ausgelegt und führt über den Siemensplatz zum östlichen Nonnendamm an der Spree, hier schließt er an den Tegeler Weg an. Die Planung einer „Siedlung Charlottenburg-Nord“ auf dem Gelände der Nonnenwiesen nahm den Siemensdamm als südliche Hauptstraße auf, parallel nach Norden folgen Holtzdamm und Königsdamm. Der Wohnungsbau begann erst nach dem Zweiten Weltkrieg in den 1950er und 1960er Jahren. Gleichzeitig wurden in dieser Zeit die Verkehrslage und die Straßenanschlüsse durch Planung und Bau des Autobahnrings und der Nordautobahn geändert. Der vor den Kriegsjahren begonnene „Neue Verbindungskanal“ wurde fertiggestellt, wobei der Tegeler Weg über die Mörschbrücke gelegt wurde. Durch den Straßenbau änderte sich die Lage vom Siemensdamm zum Nonnendamm.
Im Jahr 1925 ist die Siemens-Güterbahn auf der Länge der Nonnendammallee bis an den Rohrdamm und zu den Siemens & Halske- sowie Schuckertwerken an der Bezirksgrenze von Charlottenburg vorhanden. Sie weicht dabei der im Osten liegenden Wohnsiedlung aus. Die Straßenbahn Spandau–Nonnendamm (-Charlottenburg) führt auf der Berliner Brücke (Juliusturmbrücke) über die Havel und auf der Berliner Chaussee (Am Juliusturm) weiter durch Haselhorst auf der Gartenfelder Straße mit Abzweig zum Kabelwerk. Die weitere Schienentrasse geht über den Schwarzen Weg (Paulsternstraße) auf die Nonnendammallee und auf dieser zur Bezirksgrenze. In Charlottenburg gelangt die Bahn auf dem Nonnendamm am Schleusenkanal entlang zum Tegeler Weg an den Bahnhof Jungfernheide und letztlich (später angeschlossen) nach Moabit.

### Entwicklung nach Stadtplan
Auf der Karte von 1921 ist der Nonnendamm östlich entlang der Bezirksgrenze Spandau / Charlottenburg und in Charlottenburg entlang vom Schleusenkanal zum Tegeler Weg nördlich an der Bahnlinie eingezeichnet. Im Verwaltungsbezirk Spandau endet von Spandau her die Nonnendammallee an der Bezirksgrenze, von da führt der (projektierte) Siemensdamm über den Siemensplatz zum Tegeler Weg durch das schon vor dem Ersten Weltkrieg projektierte und parzellierte Wohnviertel „Charlottenburg-Nord“ auf den Nonnenwiesen zwischen Spree und Jungfernheide. Die Karte von 1926 zeigt eine ähnliche Verteilung, wobei am Nonnendamm die erweiterten Siemensfabriken angrenzen. Jetzt führt die Siemensstraße vom Rohrdamm über Brunnen- und Reisstraße an den Nonnendamm heran. 1932 liegt ein Teil des Wernerwerks südlich der neu entstandenen S-Bahn-Station Wernerwerk östlich vom Nonnendamm auf Charlottenburger Gebiet. Nach der Karte hat der Nonnendamm keinen Anschluss an die Nonnendammallee mehr. Über die Siemensstraße am südlichen Ende der Wohngebietsstraßen der östlichen Siemensstadt entlang ist der (verbliebene) Nonnendamm mit Rohrdamm und Nonnendammallee verbunden. Zudem ist die Nonnendammallee zugunsten des Siemensdamms verkürzt, der nun nach Siemensstadt hineinführt. Auf der Karte von 1943 ist die 1938 geänderte Bezirksgrenze am Nonnendamm eingetragen, sodass ein Teil des Nonnendamms mit dem Betriebsgelände des Wernerwerks vollständig zu Siemensstadt gehört. Auf den Karten von 1943 und 1946 ist die Siemensstraße im gleichen Verlauf (an den Nonnendamm hinan) in Schwiebertstraße umbenannt. Im Jahr 1954 hat das Ende des Nonnendamms einen westlicheren Anschluss am Tegeler Weg und die geplante Führung zur vorhergehenden Anschlussstelle und dem (neu benannten) Alten Tegeler Weg. Diese Trassenänderung ist Folge der Verlängerung des Westhafenkanals über den Charlottenburger Verbindungskanals hinweg direkt zur Spree. Der westliche Anschluss des Nonnendamms erfolgt in die Trasse der Siemensstraße, die nun als Wernerwerksdamm benannt ist. Mit der Fertigstellung des bereits 1943 bis vor den Teltower Weg geführten „Neuen Verbindungskanals“ ist der Nonnendamm im Osten an den Tegeler Weg unter der Mörschbrücke angebunden. Noch gibt es einen 15 Meter breiten Abschnitt des Siemensdamms, der 130 Meter östlich der Schleuse auf den Nonnendamm trifft. Diese Straße ergänzt den an der Spree laufenden Nonnendamm als direkte Verbindung zwischen Nonnendammallee und Tegeler Weg und senkt die Bedeutung des Nonnendamms als Straßenzug. Zu dieser Zeit wurde der neue Lauf des Tegeler Wegs vom Siemensplatz zum neuen Brückenbauwerk für den Verbindungskanal gebaut. Auf der Karte von 1960 findet sich der vollendete „Verbindungskanal“ und die „projektierte“ Führung der Stadtautobahn in den Gördeler Damm hinein. Die Autobahn wurde mit der Nordwestbogen-Brücke über den Nonnendamm geführt ohne diesen zu beeinflussen. 1961 ist der Abschnitt zwischen der genannten Brücke zum Gördeler Damm noch nicht ausgeführt.

## Situation seit den 1960er Jahren

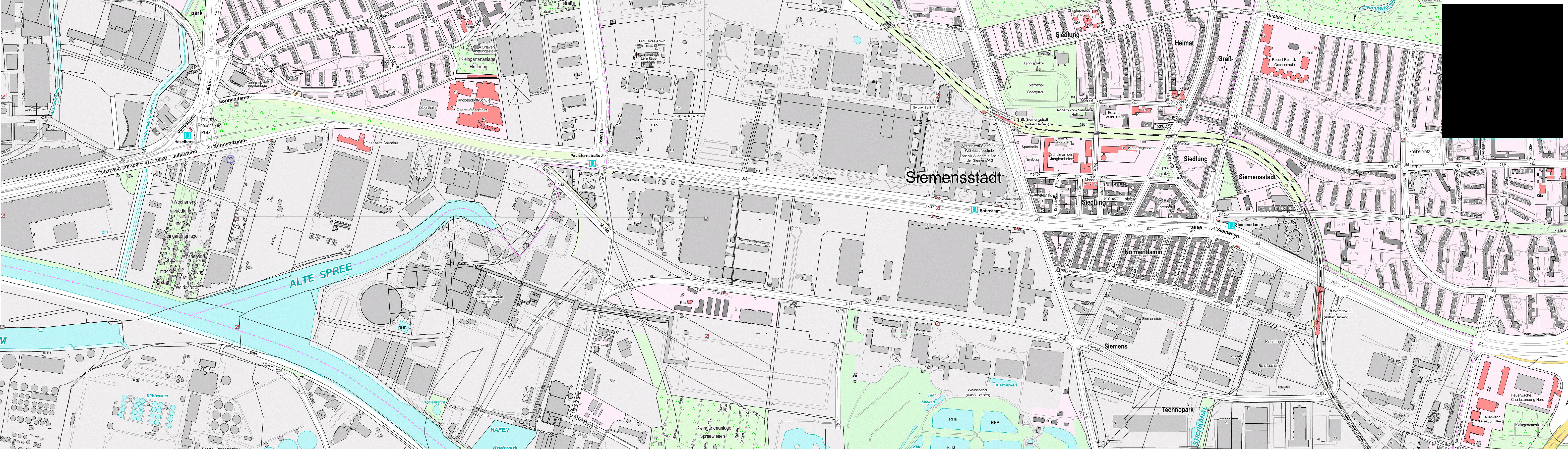
Nonnendammallee auf der Karte Berlin 1:5000 (2015)

Die Nonnendammallee ist im Berliner Straßenverzeichnis als übergeordnete Straßenverbindung (Kategorie II im StEP) eingeordnet. Sie liegt zwischen dem Siemensdamm im Osten mit Anschluss an den Autobahnstadtring und die A 111 und der Straße Am Juliusturm im Westen mit Anschluss an den Spandauer Ortskern. Der Hausnummernverlauf folgt dem Prinzip der Hufeisennummerierung. Der Straßenverlauf zwischen der Daumstraße am Ferdinand-Friedensburg-Platz und einschließlich der Kreuzung mit der Paulsternstraße (Otternbuchtstraße) und den Grundstücken 1–37 und 128–175 (fortlaufend) gehört zum Spandauer Ortsteil Haselhorst. Der östlich folgende Abschnitt zwischen Paulsternstraße und Jungfernheideweg/Reisstraße mit den Grundstücken 41–123 (fortlaufend) gehört zu Siemensstadt. Die Straße gehört (fast) den Ortsteilen entsprechend zu den Postleitzahlen 13599 (Haselhorst) und 13629 (Siemensstadt). Mit der Berliner Straßennummer 3260 gehört sie zur RBS-Klasse „STRA“ und gehört in den Ausbaubedingungen zur OKSTRA-Klasse „G“ als Kommunalstraße. Die Entfernung zwischen den Endpunkten der Straße (Nonnendammallee zu Am Juliusturm, 35 m ü. NN, Nonnendammallee am Siemensdamm, 34 m ü. NN) beträgt 2720 Meter, da sie großenteils aus zwei getrennten Fahrbahnen besteht, sind als Länge im Detailnetz des Regionalen Bezugssystems 3730 Meter aufgeführt.
Die Koordinaten der Mitte der Straßenlängen sind im westlichen Ortsteil (Nonnendammallee in Haselhorst) und im östlichen in Siemensstadt (Nonnendammallee in Siemensstadt). Die Straße ist von Buslinien der BVG erschlossen und unter ihr fährt die U-Bahn U7, von der sich die U-Bahn-Stationen Siemensdamm, Rohrdamm, Paulsternstraße und Haselhorst an der Nonnendammallee befinden.
Im Osten ist die Straße von den Wohnhäusern aus der Gründungszeit um 1910 umgeben, westlich des Rohrdamms bestimmen Industrie- und Gewerbegelände, die zum überwiegenden Teil Siemens-Betrieben gehören, das Straßenbild. Auf dem Mittelstreifen bis Paulsternstraße lagen die Gleisanlagen der Siemens-Güterbahn. Die Gleise von „Bahnhof Nonnendammallee“ liegen noch zwischen Daum- und Paulsternstraße.
Die breite Hauptverkehrsstraße besitzt als Magistrale von Charlottenburg nach Spandau teilweise vier Fahrspuren in jeder Richtung. Sie kann von Fußgängern wegen des dichten Verkehrs oft nur an den Ampeln überquert werden. Am östlichen Ende stehen einige Wohnhäuser mit kleinen Ladengeschäften, vom Rohrdamm westwärts folgt Industriebebauung. Die Firma Siemens mit den zahlreichen Tochterfirmen ist der bedeutendste Anlieger der Straße. Bis zur Anlage der Nonnendammallee, einem Teilstück des Nonnendamms (ab dem Jahr 1906) sowie dem Bau des Siemensdamms (ab 1913) war die Verbindung zwischen Siemensstadt sowie der Firma Siemens und Berlin der Nonnendamm. 1905 befestigte Spandau die Straße 45 (ein Teilstück des Nonnendamms) mit einem 5,5 Meter breiten Kopfsteinpflaster, das im östlichen Bereich teilweise noch vorhanden ist. Die Polizeiverwaltung Spandau sandte am 2. April 1914 ein Schreiben an den Magistrat, dass der Nonnendamm nach seinem Ausbau auf (damaligem) Spandauer Gebiet als Nonnendamm-Allee bezeichnet wird. 1906 versah Siemens die Straße 43 (Holtzdamm, im Bereich Popitzweg) auf seinem Gelände mit einer Betonfahrbahn. Bis 1925 führte der eigentliche Nonnendamm diagonal über das Gelände des Wernerwerk-Hochhauses und mündete an der Ohmstraße in den Siemensdamm. Auf der Nonnendammallee liegt die Siemens-Güterbahn, deren Gleisbett und installierte Oberleitungen für die Anlagen dieser elektrisch betriebenen Bahn 1985/1986 kurz vor der Umstellung auf Dieselbetrieb erneuert wurde. Zwischen Rohrdamm und Paulsternstraße liegen Siemensbetriebe und in Nachnutzung untergekommene Industrie- und Gewerbeunternehmen. Im Haselhorster Abschnitt befinden sich an der Südseite Industrie- und Gewerbeunternehmen, beispielsweise das Finanzamt. An der Nordseite stehen Handelsmärkte und in Nonnendammallee 140–143 befindet sich die Knobelsdorff-Schule („OSZ Bau und Holztechnik“).

Nonnendammallee
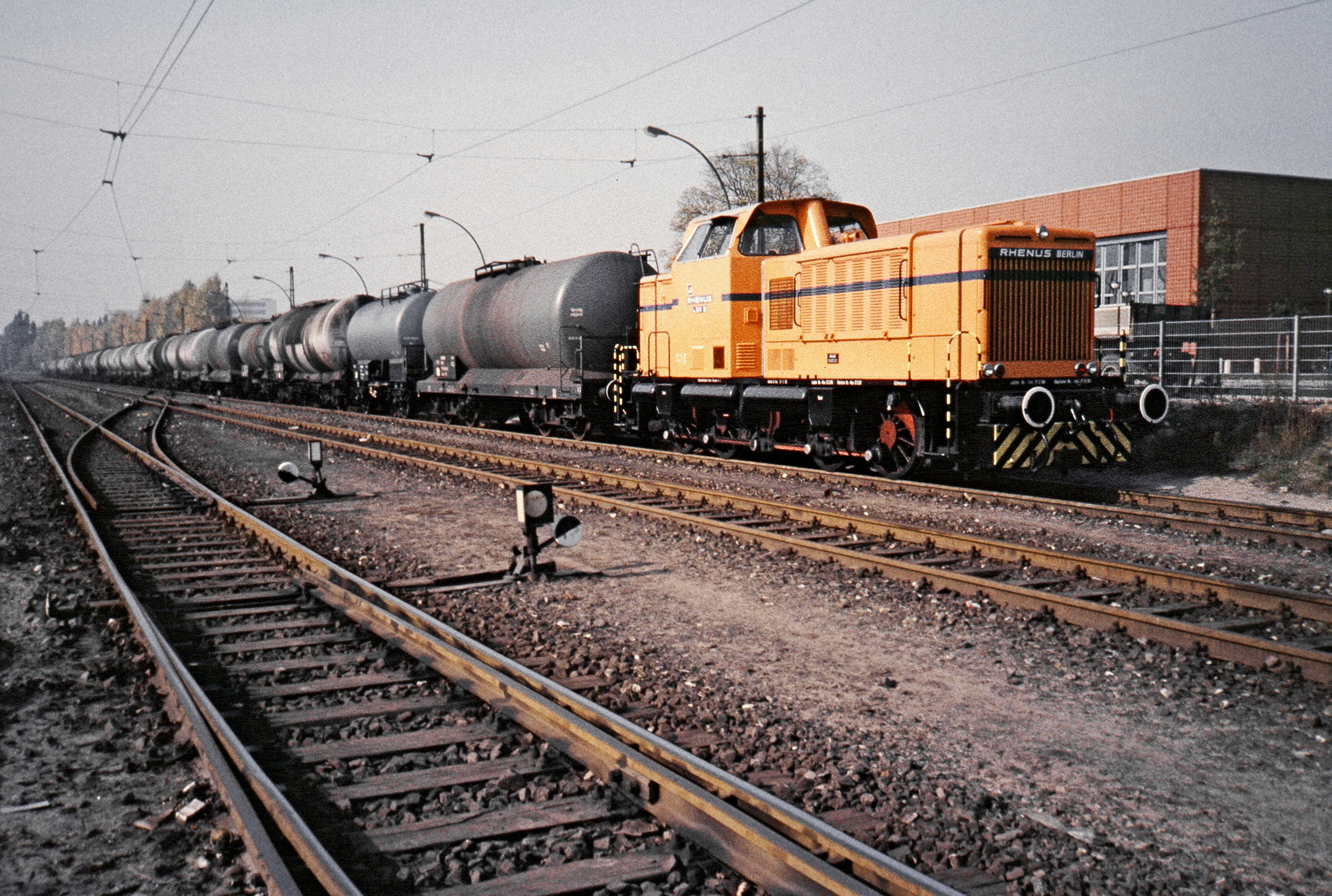
1986: Bahnhof Nonnendammallee Berlin
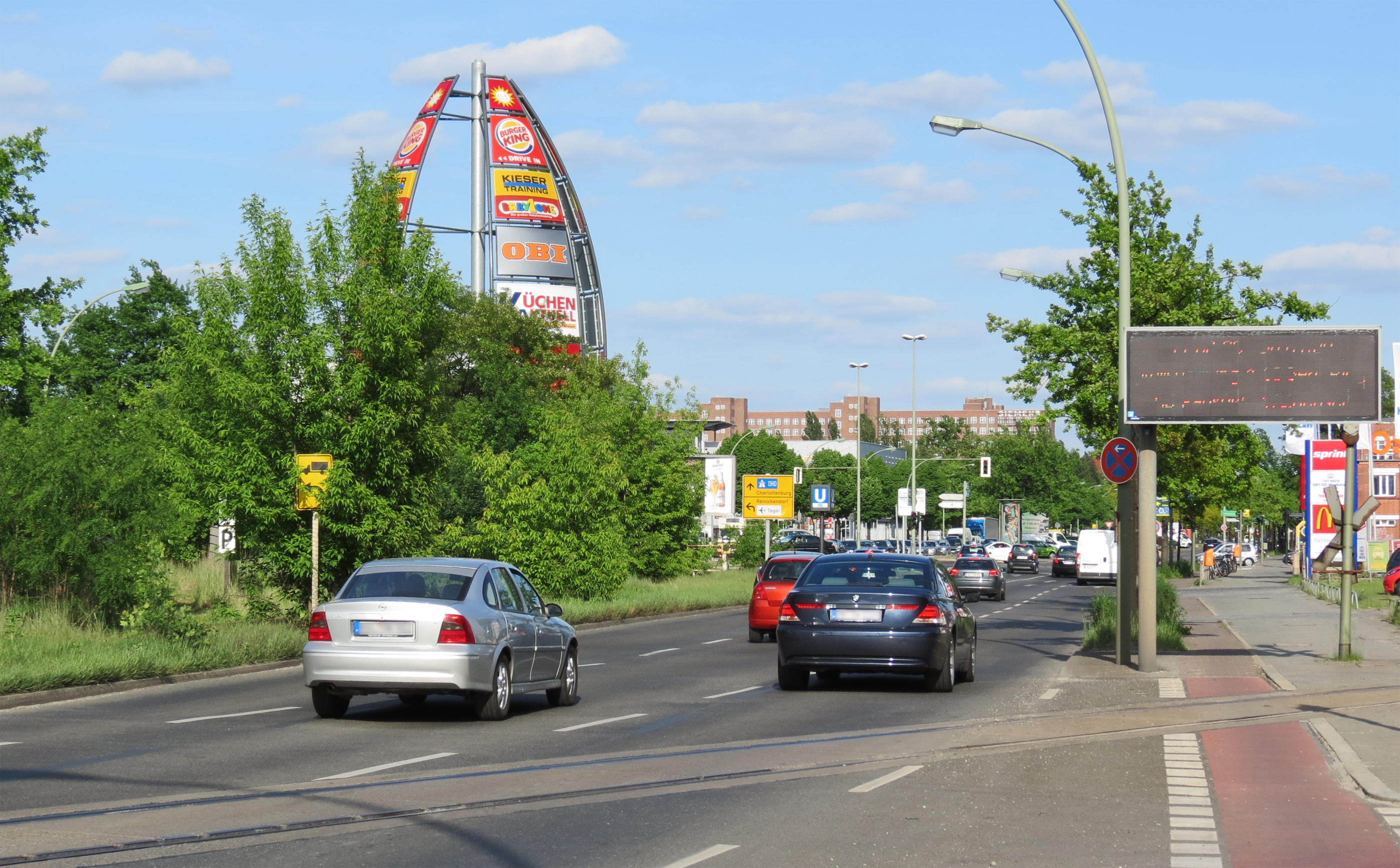
Ecke Paulsternstraße in Haselhorst
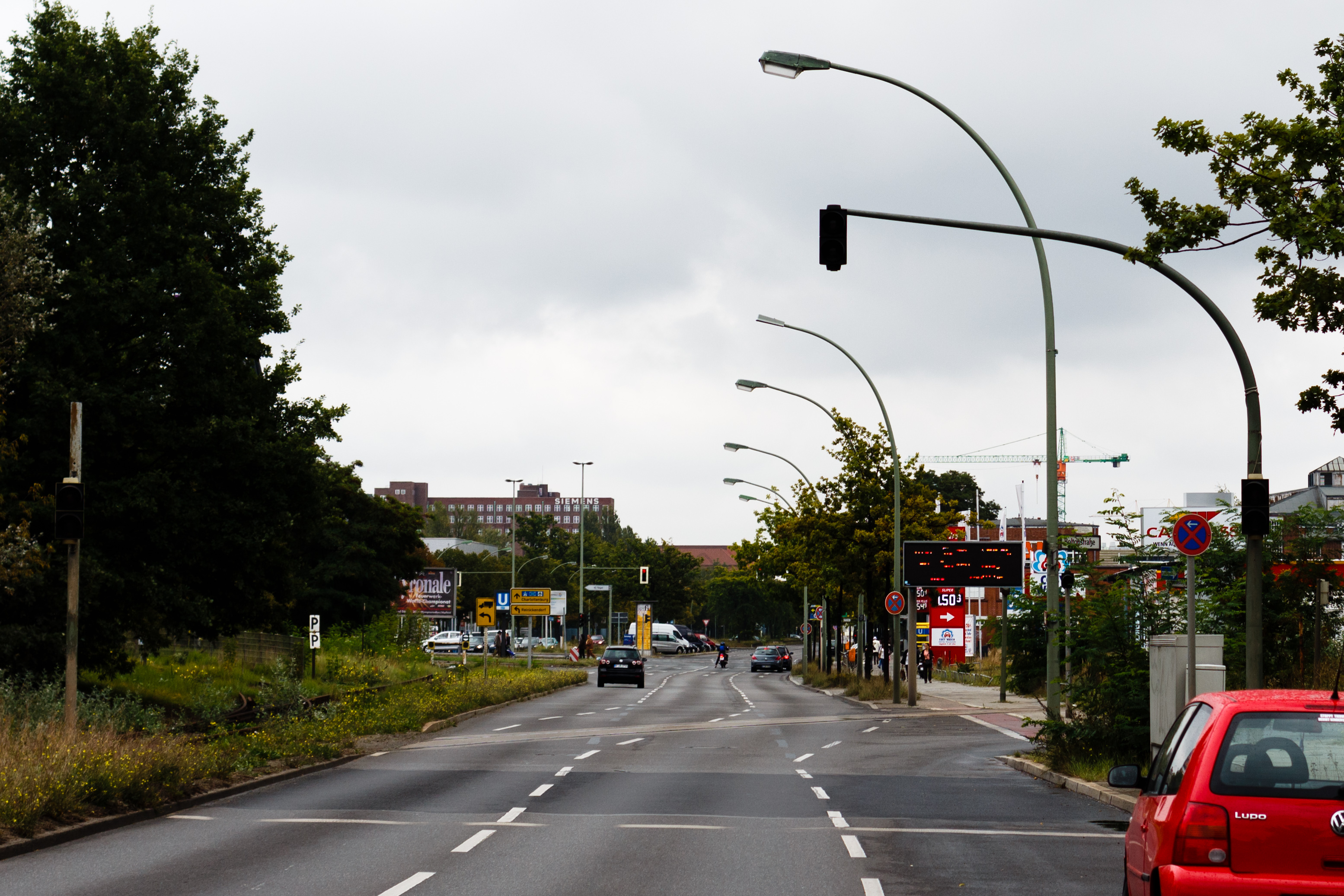
Bahnübergang Richtung Kraftwerk Reuter, Ecke Boltonstraße
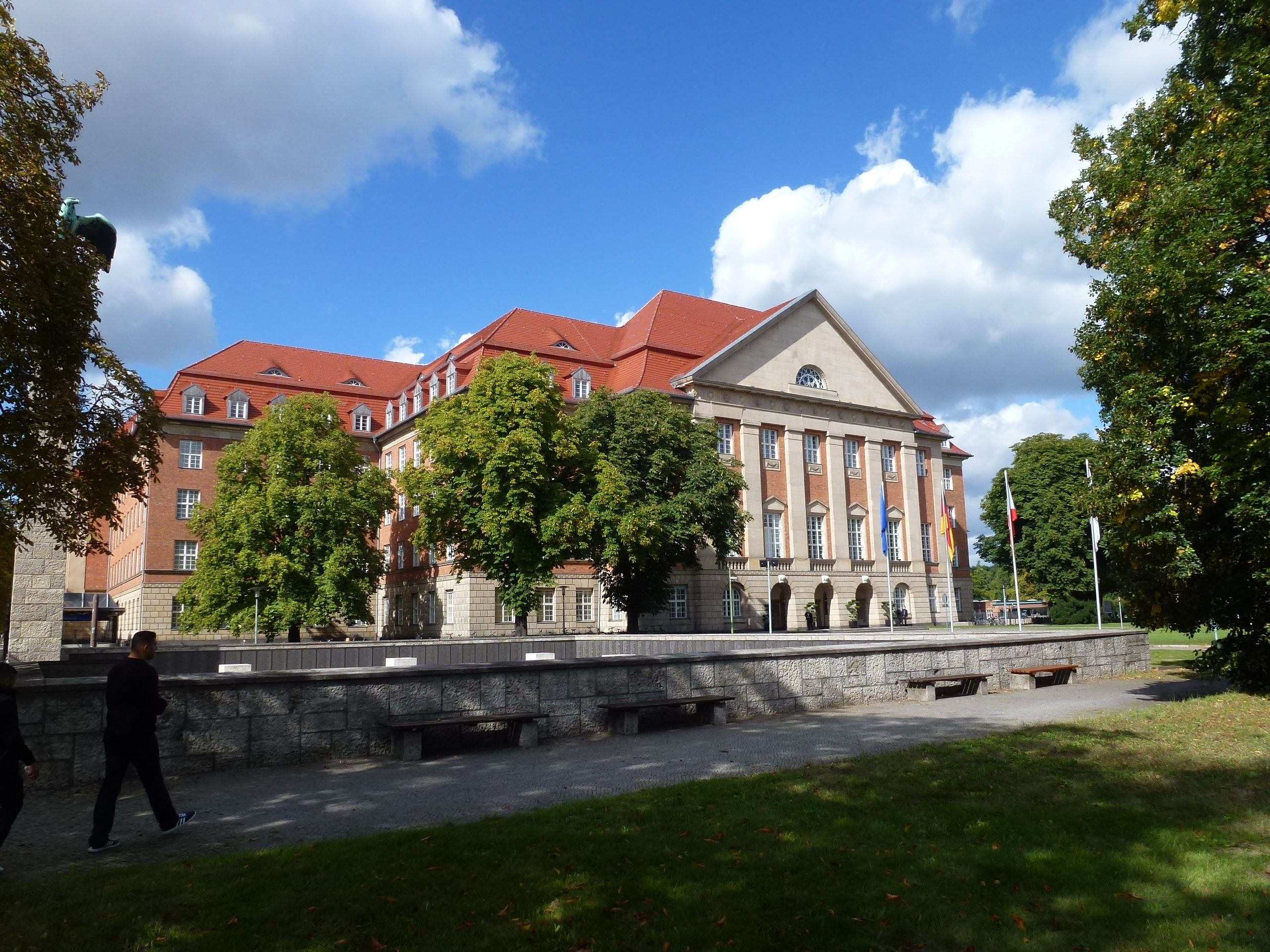
Siemens Hauptverwaltung: Nonnendammallee 101
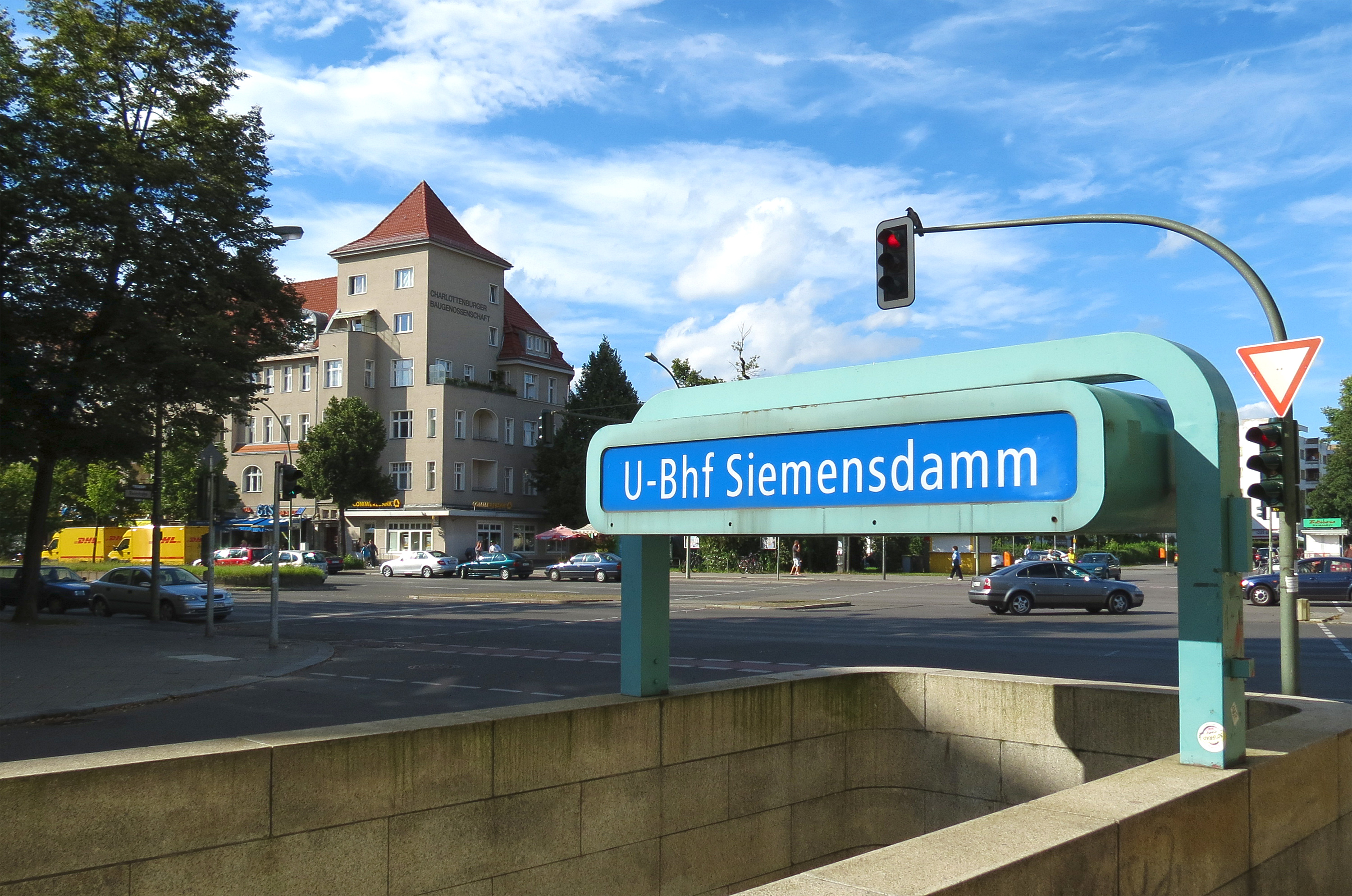
Wohnanlage Nonnendamm-Nord (Ecke Reisstraße / Jungfernheideweg)

## Markante Bauwerke der Nonnendammallee
Unter dem Einfluss des bestimmenden Unternehmens in diesem Teil Spandaus entstand zu Beginn des 20. Jahrhunderts eine geschlossene Architektur mit mehreren Baudenkmalen, die in Liste der Kulturdenkmale in Berlin-Siemensstadt festgehalten sind.
- Nonnendammallee 72: Siemens-Dynamowerk.[39] Es wurde 1906 von Karl Janisch und Carl Dihlmann erbaut und 1909–1912 von Janisch erweitert, 1922 und 1938–1942 erfolgte die Erweiterung durch Hertlein.
- Nonnendammallee 97: Mietshaus (Grammestraße 11, Wattstraße 5)[40] Es wurde 1910–1911 von Bruno Taut und Franz Hoffmann geschaffen. Die Fassade ist von Eckrisaliten zur Straßenseite und feingliedrige Holzbalkone geprägt, der dreigeschossige Putzbau hat ein Walmdach mit ausgebautem Dachgeschoss.
- Nonnendammallee 80/81a: Wohnanlage Nonnendamm I (Süd) der Charlottenburger Baugenossenschaft[41]
- Nonnendammallee 89–93b: Wohnanlage Nonnendamm-Nord der Charlottenburger Baugenossenschaft[42]
- Nonnendammallee 101: Im Siemens-Hauptgebäude[43] zogen ab Dezember 1913 die Mitarbeiter des Siemens Konzerns in ihre Hauptverwaltung. Die Bausumme betrug insgesamt 4,5 Millionen Mark. 1909 wurde der Ostflügel des metallarmierten Ziegelbaus hochgezogen, ab 1912 wurde erweitert, um den rasch steigenden Raumbedarf des Unternehmens zu decken. Auf einer bebauten Fläche von 10.250 m² entstand ein Bürogebäudekomplex mit über 191.000 Kubikmetern umbautem Raum bei 77.000 m² Nutzfläche. Das Gebäude bot Platz für die Zentralverwaltung, die Geschäftsleitung und die Vorstandsetage mit Repräsentationsräumen von Siemens, darunter die Mosaikhalle. Die Gebäudeplanung stammte von Karl Janisch.[44]
- Nonnendammallee 101 Ecke Rohrdamm: Ehrenmal[45] 1934 wurde von Hans Hertlein und Josef Wackerle das Ehrenmal zum Gedenken an die 3000 im Ersten Weltkrieg gefallenen Siemens-Mitarbeiter errichtet. 1970 wurde das Ehrenmal um eine Gedenkstätte für die im Zweiten Weltkrieg gefallenen Werksangehörigen erweitert.
- Nonnendammallee 104: Siemens-Schuckert-Werke, Schaltwerk-Hochhaus und Hallengebäude.[46] Die Halle D wurde 1916 für den Flugzeugbau durch Karl Janisch erbaut. Ab 1919 erfolgte die Nutzung als Schaltwerk, es folgten der Nordbau und Ostbau (1921–1922). Der Schaltwerk-Komplex steht westlich des Siemens-Verwaltungsgebäudes. Mit Illustrationen als Symbol der Moderne ist der „Elektropolis“ Berlin dargestellt.
- Nonnendammallee 108: Siemenswerke, Stoßstrom-Prüfanlage.[47] Die Stoßstromprüfanlage diente der Erprobung von Hochspannungsleistungsschaltern. Das 1927 von Hans Hertlein entworfene Gebäude ist als Hülle für die technischen Anlagen konzipiert und wurde bis in die 1950er Jahre mehrfach erweitert. Die an den Zweck orientierte Bauform ist die Besonderheit dieses Bauwerks.
- Nonnendammallee 111: Siemenswerke, Hochspannungsprüffeld mit Parabelhalle und Laborgebäude.[48] Das Hochspannungsprüffeld wurde 1958–1959 von Walter Henn entworfen als Erweiterung der benachbarten Stoßstromprüfanlage. Die Anlage besteht aus einem Gebäudeblock mit Laboratorien und Werkstätten sowie einer 25 Meter hohen Parabelhalle.
- Nonnendammallee 140: Knobelsdorff Schule „OSZ BAU I“[49] In diesem Gebäude finden sich die Berufsschule im Bereich der Bautechnik, Berufsfachschule für Bauhandwerker, Fachoberschule und Berufliches Gymnasium. Das Gebäude wurde 1986 zur Zusammenfassung von Bau-Ausbildung errichtet, über 6000 Schülerinnen und Schüler und etwa 280 Lehrkräfte sind organisatorisch unter einem Dach vereinigt.
- U-Bahn-Bau entlang der Nonnendammallee.[50] Die Strecke wurde zwischen dem Popitzweg unter der Nonnendammallee, in Haselhorst unterhalb der Südfahrbahn nach Spandau geführt. 1980 wurde der Abschnitt zum Rohrdamm, 1984 der zum Endpunkt in der Altstadt Spandau eröffnet.

An der Nonnendammallee zeigt sich Geschichte an verschiedenen Denkmalen.
- An der Nonnendammallee (50 Meter östlich der Berliner Allee, später Gartenfelder Straße) stand ein vom Garde-Grenadier-Regiment Nr. 5 errichtetes Denkmal aus einem 90 Zentimeter hohen, unbearbeiteten Findling. Inschrift: „Waldemar / Plehn / Major u. Bat. Kommandeur / i. Garde Grenadier Regt. N.5. / Kreuz / 15.1.1898“. Dieser Offizier war vom Pferd gestürzt und gestorben. Der Verbleib des Denkmals ist unbekannt. 1925 wurde schon befürchtet, dass das Denkmal durch den anstehenden Straßenbau zerstört wird.
- Weltkriegsdenkmal Lazarettopfer 1914–1918: Das vom Unternehmen Siemens gespendete Ehrenmal befand sich ursprünglich auf dem aufgegebenen Friedhof Haselhorst an der Nonnendammallee. 1961 wurden die Kriegsopfer in die Abt. 51 auf den Friedhof „In den Kisseln“ umgebettet. Im Ehrenfeld für die im Lazarett Siemensstadt verstorbenen Opfer des Ersten Weltkriegs befindet sich das Denkmal, das 1985 mit einer Spende von Siemens restauriert wurde.
- Denkmal für die Gefallenen der Siemenswerke: Das in Form eines abgesenkten Hofes errichtete Denkmal zur Erinnerung an die in den beiden Weltkriegen gefallenen Siemens-Mitarbeiter befindet sich auf dem Vorplatz des Siemens-Hauptgebäudes, der tiefer gelegene Gedenkplatz ist über sechs Stufen von der Nonnendammallee aus zugänglich. Die ersten Planungen von 1921 wurden nicht vollendet. Nach einem Wettbewerb durch Hans Hertlein gestaltet, wurde es am 5. August 1934 durch Carl Friedrich von Siemens eingeweiht. An drei der vier Wände des Hofes sind auf 118 gusseisernen Platten die Namen aller 2989 Gefallenen nach Kriegsjahren geordnet aufgeführt. Am südwestlichen Rand der Umfriedung erhebt sich eine 16 Meter hohe rechteckige Stele aus Muschelkalkstein mit der Jahreszahl 1914, einem Eichenblatt, der Jahreszahl 1918 und darunter ein Eisernes Kreuz. Auf dem Pfeiler sitzt ein rund 2,5 Meter hoher Adler (Bronze) mit einer Flügelspannweite von 3,30 Metern. Schwert und Adler des Ehrenmals sind Arbeiten von Joseph Wackerle.
- Tafel zum „Gedenken an die im Zweiten Weltkrieg bei Siemens eingesetzten Zwangsarbeiter“
- Denkmal für die im Zweiten Weltkrieg gefallenen Siemens-Mitarbeiter: Im Innenhof des Siemens-Verwaltungsgebäudes wurde 1970 das Ehrenmal nach Entwürfen des Berliner Architekten Karl Heinrich Schwennicke (1901–1985) erweitert. Für jedes Kriegsjahr wurde seitlich angeordnet ein weißer monolithischer Quader aus Kunststein aufgestellt. Mit einer am 21. November 2011 enthüllten Gedenktafel wird an die über 40.000 Menschen erinnert, die während der Zeit des Nationalsozialismus in Spandauer Betrieben Zwangsarbeit leisten mussten. An der Nonnendammallee 128 befand sich das Wohnlager Haselhorst-Süd der Firma Siemens, ein Außenlager des Konzentrationslagers. 1994 ließ die Firma Siemens die gesamte Gedenkstätte restaurieren.

## Adressbuchbelege
1. ↑  Beilage. In: Berliner Adreßbuch, 1915, S. 35. „Nonnendamm, Charlottenburg, Postamt 1, (F/G 8/9/10); Nonnendammallee, Spandau-Siemensstadt, 60–110, Post Siemensstadt b.Berlin, 1–59 u. 111–175 Post Spandau (F 6/7/8)“.
2. ↑  Kolonie Nonnendamm. In: Berliner Adreßbuch, 1910, Teil 5, Kolonie Nonnendamm, S. 315. „Kolonie Nonnendamm (Stadtkreis Spandau) Einwohner 1325“.
3. ↑  Nonnendamm. In: Berliner Adreßbuch, 1910, Teil 5, Kolonie Nonnendamm, S. 316. „/ ← Rohrdamm → / ← Straße 1 → / ← Straße 1a → / ← Brunnenstraße 2a → / ← Voltastraße → / ← Markischer Steig → / ← Reisstraße → / ← Hefnersteig → / ← Ohmstraße → / ← Siemensstraße → / ← Gemarkung Charlottenburg → / ← Rohrdamm →“., abgerufen am 1. Mai 2015.
4. ↑  Nonnendamm. In: Berliner Adreßbuch, 1910, Teil 5, Charlottenburg, S. 109. „/ ← Tegeler Weg → / Wünsche’sches Haus, Stätteplatz der Bahnhof Jungfernheide Boden Akt.Ges., Baustellen, Beamtenhaus der Schleusenverwaltung mit dem Bureau der Schleuse Nonnendamm, Baustellen, Gärtnerei, Baustellen / ← Kolonie Nonnendamm → / Baustellen, Mann’sches Haus, Grundstück der Berl. Hartsteinwerke, Baustellen, Ulrich’sches Haus: mit sieben Bewohnern (Haushaltsvorstände), der Automobil Ges. Faltin & Co, Berl. Dampfkesselfabrik R. Bernau & Co., Möbelfabrik Schulz & Co., Sparmotorwerke Gödele & Schellmann, sowie eine Filiale der Siemens & Halske Wernerwerk A.G., Pumpwerk nördlich der Spree der Stadt Charlottenburg, Stätteplatz der Stadt Charlottenburg, Urban- & Lemmsches Haus mit sechs Haushaltsvorständen (Werkführer, Prokurist, Maschinist, Kutscher, der Witwe L. Lemm und dem Gastwirt Guggenberger) sowie der Chem. Fabrik Urban & Lemm, Baustellen / ← Tegeler Weg →“.
5. ↑  Nonnenwiese. In: Berliner Adreßbuch, 1910, Teil 5, Charlottenburg, S. 109. „/ ← Nonnendamm → / Barth’sches Haus mit fünf Bewohnern, Jacob’sches Haus: das vom Mästereibesitzer J. Rietz verwaltet wird und in dem der Kutscher und der Futtermeister als Bewohner genannt sind, Luftbad „Nüpi“ des Heilanstaltbesitzers G. Kätzle, der im Wünsche’schen Haus am Nonnendamm wohnt.“.
6. ↑  Nonnendamm und Nonnenwiese. In: Berliner Adreßbuch, 1910, Teil 5, Charlottenburg, S. 45. „Stadtbezirk: Nonnendamm, Gemeinde-Waisenrathsbezirk: 11a, Armenkommission: 7, Poliz-Revier: 12, Standesamt: 3, Medizinal-Bezirk: 13, Postamt: Charlottenburg 1“.
7. ↑  Karte von Charlottenburg, incl. Nonnendamm und Königsdamm. In: Berliner Adreßbuch, 1910, Teil 5, Charlottenburg, S. 35.
8. ↑  Nonnendamm im Stadtkreis Spandau (Kolonie Nonnendamm). In: Berliner Adreßbuch, 1911, Teil 5, Kolonie Nonnendamm, S. 349. „(Gemarkung Sternfeld) / Grundstück der Siemens-Schuckert-Werke (E: Siemens-Schuckert-Werke) / Wohnhaus d. Baugenossensch. Charlottenburg (E: Charlottenburger Baugenossensch E.G.m.b.H., V: Ingenieur R. Bieneck, 28 Mieter) / (Rohrdamm) / Baustellen / (Straße 1) / Baustellen / (Straße 1a) / Baustellen / Kühne’sches Haus (E: Bauuntern. P. Kühne aus Brunnenstraße, neun Mieter und T.) / (Brunnenstraße) / Baustellen / (Straße 2a) / Baustellen / (Voltastraße) / Neubau (E: Zimmerstr. O. Plamann aus Voltastraße 5) / (Märkischer Steig) / (Reisstraße) / (Hefnersteig) / Baustelle / (Ohmstraße) / Baustellen / (Siemensstraße) / Baustellen // Gemarkung Charlottenburg // Baustellen / Hertling’sches Haus (E: Spediteur E. Hertling aus Charlottenburg, T: Spedition F. Bennendorf Nachf.) / Baustellen / (Brunnenstraße) / Baustellen / Neubau (E: Frau E. v. Voß aus Berlin) / (Projekt. Straße) / Rudat’sches Haus (E: Baugesch. D. Rudat, neun Mieter) / (Rohrdamm) / Baustellen / Verwaltungsgeb. d. Siemens-Schuckert-Werke (E: Siemens-Schuckert-Werke) / Baustellen (Gemarkung Haselhorst)“.
9. ↑  Nonnendamm. In: Berliner Adreßbuch, 1911, Teil 5, Charlottenburg, S. 117. „(Tegeler Weg) / Wünsche’sches Haus (E: Stadt Charlottenburg, sieben Mieter) / Stätteplatz (E: Bahnhof Jungfernheide Boden Akt. Ges.) / Baustellen / Beamtenhaus der Schleusenverwaltung (E: Fiskus, Bureau der Nonnendammschleuse, Schleusengeldhebestelle, Schleusenmstr. K. Bischoff, Schleusenverwalt. W. Kirbach) / Baustellen / Scheider’sches Haus (E: Gastwirt F. Hinz) / Gärtnerei / Baustellen / Streu’sches Haus (E: Schankwirt C. Streu) / Baustellen / Mann’sches Haus (E: Rentier W. Mann aus Christstr. 17, V: Schankwirt J. Frisch) // (Kolonie Nonnendamm) // Siemens-Schuckertwerke (geh. z. Kolonie Nonnendamm) / Baustellen / Grundstück der Berl. Hartstein-Werke (E: Berliner Hartsteinwerke G.m.b.H., V: Werkführ. R. Borgemann, Kalksandsteinfabrik Dalchow & Haukelt) / Grundstück der Mörtelwerke Nonnendamm (E: Spediteur Hertling aus Sophie-Charlotten-Straße 16) / Baustellen / Ulrich’sches Haus (E: Kfm M. Ulrich aus Düsseldorf, Architekt G. Ulrich aus Spandauer Straße 16 und Kfm. E. Ulrich aus Schloßstraße 18; neun Mieter und Filiale Siemens & Halske Wernerwerk A.G.) / Pumpwerk nördl. d. Spree (E: Stadt Charlottenburg, V: Maschinenmstr. C. Horsche aus Magazinstraße 17) / Stätteplatz (E: Stadt Charlottenburg) / Urban & Lemm’sches Haus (E: Fabrikbes. O. Lemm aus Gatow a.H., T: Gastwirt J. Guggenberger, T: Chem. Fabrik Urban & Lemm; Mieter: Witwe L. Lemm, Kutscher Th. Masloff, Maschinist O. Nordwig, Prokurist E. Opitz, Werkführ. F. Stift) / Baustellen / (Tegeler Weg)“.
10. ↑  Kolonie Nonnendamm. In: Berliner Adreßbuch, 1914, Teil 5, Kolonie Nonnendamm, S. 886.
11. ↑  Siemensstadt. In: Berliner Adreßbuch, 1915, Teil 5, Siemensstadt, S. 895.
12. ↑  Nonnendammallee. In: Berliner Adreßbuch, 1918, Teil 5, Siemensstadt, S. 822. „1-49 geh. zu Postbezirk Spandau / (Grenzstraße) / 60,61 Kläranlage / 62-79 (E: Siemens-Schuckert-Werke) Dynamowerke d. Siemens-Schuckert-Werke, Lehrlingsschule d.Siemens-Schuckert-Werke, Wärme-Verwert.Ges.m.b.H. / (Rohrdamm) / Wohnhäuser (E. Charlottenbg. Baugenossenschaft E.G.m.b.H.), 80: sieben Mieter, 81: acht Mieter, 81a: Wirtschaftsvereinigung Siemensstadt und 13 Mieter / (Wattstraße) / Wohnhäuser (sowie Hertzstr. 12 u. Wattstr. 4; E: Schlossermstr. C. Hille), 82: sieben Mieter, 82a: acht Mieter / (Hertzstraße) / 83 (s. auch Brunnenstr. 17 u. Hertzstr. 5; E: Witwe A. Düker) / (Brunnenstraße) / 84, 84a (s. a. Bödikersteig 7 u. Brunnenstr. 10; E: Bauuntern. P. Kühne) / (Bödikersteig) / 85 (s. a. Bödikersteig 5, 6 u. Voltastr. 7,8; E:Frau A. Mack aus Lichterfelde, acht Mieter), 85a (s. a. Bödikersteig 5, 6 u. Voltastr. 7,8; E: Märkische Bodengesellschaft m.b.H., vier Mieter) / (Voltastraße) / 86 (s. a. Märkischer Steig 7 u. Voltastr. 6; E: Märkische Bodengesellschaft m.b.H., 14 Mieter) / (Märkischer Steig) / 87, 87a (s. a. Märkischer Steig 6 u. Reisstr. 21; E. Frau A. Schwack aus Berlin, 15 Mieter) / (Reisstraße) / Wohnhaus (s. a. Hefnersteig 7 u. Reisstr. 20; E: Bauunternehmer H. Boll), 88: acht Mieter, 88a: elf Mieter / (Hefnersteig) / Baustellen / (Ohmstraße) // Gemarkung Charlottenburg // -(Mäckeritzstraße) / Mehrparteienhäuser (E. Charlottenbg. Baugenossenschaft E.G.m.b.H.), 89: sechs Mieter, 90: acht Mieter, 91: sieben Mieter, 92: Wirtschaftsverein Siemensstadt und sechs Mieter, 92a: neun Mieter, 92b: zehn Mieter, 92c: sieben Mieter, 92d: fünf Mieter, 92e: elf Mieter, 92f: acht Mieter, 93: acht Mieter, 93a: sechs Mieter, 93b: acht Mieter / (Brunnenstraße) / Mehrparteienhäuser (E: Architekt K. Tilgner aus Nr. 96), 94: 13 Mieter, 95: s. a. Halskesteig 2, Magistratsbüro Standesamt II und fünf Mieter, 96: s. a. Halskesteig 1, fünf Mieter / (Hertzstraße) / 97 (s. a. Hertzstr. 11 u. Wattstr.5; E:Nonnendamm Grundstück-G.m.b.H., Schwesternheim d. Siemens-Schuckertwerke und acht Mieter) / (Wattstraße) / 98: s. a. Kapellensteig 1 u. Wattstr. 12; E: Kfm. O. Prager aus Spandau, zehn Mieter / (Kapellensteig) / Mehrparteienhäuser: 99 s. a. Jungfernsteig 2 (E: Eigentümer Hafner), 13 Mieter; 100 s. a. Jungfernsteig 1 (E: Bauunternehmer A. Rudat), zwölf Mieter / (Rohrdamm) / 101-110 Verwaltungsgeb. d.Siemens-Schuckert-Werke (E: Siemens-Schuckert-Werke, V: Verwalter H. Redlich), T: Siemens & Halske A-G. Finanz Abt., T: Siemens Elektr. Betriebe Aktiengesellsch., T:Siemens’sche Familienbesitz-Verwaltg. G.m.b.H.; Siemens-Schuckertwerke Abt. f. elektr.Bahnen, Siemens-Schuckertwerke Abt. f. Industrie, Siemens-Schuckertwerke Abt. f. Kleinfabrikate, Siemens-Schuckertwerke Abt. f. Zentralen, Siemens-Schuckertwerke Finanz-Abt., Wärme-Verwert.Ges.m.b.H / 111: E: Stadtgemeinde Spandau, V: Pol.Wachtmstr. F. Bohm, Mieter: Laternenwärter F. Fredyk, Schlosser G. Kaboth, Reglerwärter R.Neumann / (Grenzstraße) / 112-175 geh.z. Postbez. Spandau“.
13. ↑  Nonnendamm in Charlottenburg. In: Berliner Adreßbuch, 1918, Teil 5, S. 636 (Die Abgrenzung von Nonnendammallee und Nonnendamm befindet sich 1918 (vor der Bildung von Groß-Berlin) an der Grenze zwischen dem Charlottenburger Stadtteil Nonnendamm und Siemensstadt im Stadtkreis Spandau).

Koordinaten: 52° 32′ 14,2″ N, 13° 15′ 34,9″ O